# Сарыер
Сарыер (тур. Sarıyer) — район провинции Стамбул (Турция) на европейском берегу пролива Босфор в северной части города. Это большая территория, протянувшаяся с севера от деревни Румелифенери, вниз через Тарабья, Йеникёй, Истинье, Эмирган до крепости Румелихисар. Граничит на юге с районом Бешикташ, на юго-западе с районом Кягытхане, на западе — с районом Эюп. Сарыер состоит в общей сложности из 26 районов и восемь деревень. В 2008 году в состав Сарыера вошёл район Бахчекёй, в 2012 — районы Шишли и Маслак. Население района составляет около 260 000.

## Этимология
Название району Сарыер или Sariyar дал жёлтый цвет глинистой почвы, характерной для склонов одноимённого хребта Тавра. Sariyar переводится как «жёлтый склон».

## История
Эти места были населены ещё с римских времён. Когда турки завоёвывали Византию, то по приказу султана Мехмеда II здесь была построена крепость Румелихисар, чтобы отрезать Константинополь от Чёрного моря.
Этот район, имеющий длинную береговую линию, может похвастаться красивым побережьем и густым лесом.
Расположенный на крутых, поросших лесом холмах, Сарыер насчитывал много рыбацких деревень. Позже этот район стал излюбленным местом отдыха для состоятельных жителей Стамбула. В период Османской империи султаны приезжали в эти деревни на пикники и экскурсии. В XVIII и XIX веках на побережье были построены виллы богатых иностранных торговцев Перы и Галаты. Многие иностранные посольства также возвели здесь себе апартаменты в этот период. Вдоль побережья была построена хорошая дорога, густые лесистые холмы за ней привлекали богатых бизнесменов Стамбула к приобретению участков для загородного строительства.
Сарыер стал отдельным районом в 1930-х годах.

## Достопримечательности
Фалих Рыфкы Атай — природный парк.